# Lista monitorów Royal Navy
To lista monitorów służących w brytyjskiej Royal Navy.
- Typ Humber
  - "Severn"
  - "Humber"
  - "Mersey"
- Typ Abercrombie
  - "Abercrombie"
  - "Havelock"
  - "Raglan"
  - "Roberts"
- Typ Lord Clive(inne języki)
  - „Lord Clive”
  - „General Craufurd”(inne języki)
  - „Earl of Peterborough”(inne języki)
  - „Sir Thomas Picton”(inne języki)
  - „Prince Eugene”
  - „Prince Rupert”(inne języki)
  - „Sir John Moore”(inne języki)
  - „General Wolfe”
- Typ Marshal Ney
  - "Marshal Ney"
  - "Marshal Soult"
- Typ Gorgon
  - "Gorgon"
  - "Glatton"
- Typ M15
  - "M15"(inne języki)
  - "M16"
  - "M17"
  - "M18"(inne języki)
  - „M19”(inne języki)
  - "M20"
  - "M21"
  - "M22"
  - "M23"
  - "M24"
  - "M25"
  - "M26"
  - "M27"
  - „M28”(inne języki)
- Typ M29
  - „M29”(inne języki) (później HMS "Medusa")
  - „M30”(inne języki)
  - "M31"(inne języki)
  - „M32”(inne języki)
  - "M33"
- Typ Erebus
  - "Erebus"
  - "Terror"
- typ Roberts
  - "Roberts"
  - "Abercrombie"